# 政治学史
政治学（political science）一词作为一个单独的领域在社会科学方面出现得相当晚，但分析政治权力及其对历史的影响已经发生了几个世纪。然而，“政治学”一词并不总是与政治哲学区分开来，现代学科有一套清晰的前身，包括道德哲学、政治经济学、政治神学、历史和其他与规范性决定有关的领域，并推导出理想状态的特征和功能。

## 西方

### 古代
西方政治学的前身可以追溯到苏格拉底主义的政治哲学家，如“政治学之父”亚里士多德（公元前384-322年）。亚里士多德是最早给出政治科学工作定义的人之一。他认为它是一个强大的科学分支，并且它对其他分支拥有特殊的权威，例如军事科学。柏拉图和亚里士多德等政治哲学家开始以更加重视政治科学的科学方面的方式分析政治思想，这与他们之前的希腊哲学家所描绘的相反。在柏拉图之前，对政治的主要评论来自当时的诗人、历史学家和著名剧作家。
在罗马帝国最繁荣的时期，既有人用自己的观点记录历史，也有执行当时政治并影响历史的人。一些主要的历史学家包括波利比烏斯、李维和普魯塔克。这些人不仅关注记录罗马帝国的崛起，还关注其他国家的兴衰。执行他们认为合适的政治政策的人包括尤利烏斯·凱撒和西塞罗等领导人。虽然凯撒是一个独裁者，他为了保护自己的权力而紧紧控制人民，但他确实进行了将继续造福人民的改革。当时，政治学是理解管理机构的影响和统治者如何选择执行法律，以及特定国家作为一个整体的历史的过程。从公元前753年罗马城的建立到西罗马帝国的灭亡或中世纪的开始，已经过去了近一千年。在此期间，希腊文化明显地转入罗马领域。最终，希腊诸神和希腊哲学都被罗马人所接受。被称为斯多葛主义的希腊哲学被作为罗马法实施。斯多葛派致力于在国家中保留适当的等级角色和职责，以便整个国家保持稳定。最著名的罗马斯多葛主義者有哲学家塞内卡和皇帝馬爾庫斯·奧列里烏斯。塞內卡是一位富有的罗马贵族，他经常被一些现代评论家和历史学家批评为未能充分按照自己的戒律生活。另一方面，馬爾庫斯·奧列里烏斯的《沉思录》最好被认为是一位皇帝的哲学反思，他的哲学抱负与他通过各种军事行动保卫罗马帝国免受外部敌人侵害的责任之间存在分歧。根据波利比烏斯的说法，罗马制度是帝国的支柱，但罗马法是核心。

### 中世纪
随着西罗马帝国的衰落，出现了一个更加分散的政治研究领域。一神论的兴起，尤其是西方传统基督教的兴起，为政治和政治行动带来了新的空间。圣奥古斯丁的《上帝之城》等作品将当前的哲学和政治传统与基督教的哲学和政治传统相结合，重新定义了宗教与政治之间的界限。在中世纪，政治研究在教堂和王室中很普遍。围绕政教关系的大部分政治问题在这一时期都得到了澄清和质疑。

### 文艺复兴
在意大利文艺复兴时期，尼科洛·马基雅维利确立了现代政治学的重点，即对政治制度和行动者的直接经验观察。 在其《君主论》中，马基雅维利提出了一个现实主义的观点，认为即使是邪恶的手段也应该被考虑到，如果它们有助于获得和维持一个统治者的国家。 因此，马基雅维利也反对在政治中使用唯心主义模型，并被描述为政治学“政治模型”之父。 马基雅维利在他鲜为人知的作品《论李维》中采用了不同的语气，阐述了共和主义的美德以及成为一个好公民的意义。然而，《君主论》中的一些类似主题甚至可以在《论李维》中找到。后来，启蒙运动时期科学范式的扩展进一步推动了对政治的研究超越了规范的确定性。

### 启蒙运动
法国哲学家伏爾泰、卢梭、狄德罗等人的作品是政治分析、社会科学、社会和政治批评家的典范，对法国大革命和全世界现代民主的发展有着巨大的影响。
与马基雅维利一样，以其社会契约理论而闻名的托马斯·霍布斯认为，一个强大的中央权力，如君主制，对于统治个人与生俱来的自私是必要的，但他们都不相信国王的神圣权利。另一方面，洛克的《政府论》也不相信国王的神圣权利，他站在阿奎那一边，反对马基雅维利和霍布斯，他接受了亚里士多德的格言，即人在作为社会动物的社会和谐状态。与阿奎那关于将灵魂从原罪中拯救出来的主流观点不同，洛克相信人来到这个世界时的心智基本上是一张白纸。在洛克看来，霍布斯提出的绝对统治者是不必要的，因为自然法建立在理性和平等的基础上，为人类谋求和平与生存。
启蒙时代追求理性所产生的新的西方哲学基础为强调政教分离的政策铺平了道路。类似于主导材料科学的原则可以应用于整个社会，起源于社会科学。政治可以在实验室中研究，就像在社会环境中一样。1787年，亚历山大·汉密尔顿写道：“……政治学与大多数其他科学一样，得到了极大的改进。”（《联邦党人文集》第9和51篇）。 德阿根森侯爵和查理-伊雷尼·卡斯特·德·聖皮耶都将政治描述为一门科学。德阿根森是一位哲学家，而查理-伊雷尼·卡斯特·德·聖皮耶则是启蒙运动的盟友。
参与启蒙运动的其他美国政治重要人物有本傑明·富蘭克林和托马斯·杰斐逊。

### 19世纪
达尔文的进化和自然选择模型在19世纪后期产生了相当大的影响。社会似乎在不断向上发展，这一信念在第一次世界大战中被打破。
“历史是过去的政治，政治是现在的历史”是1882-1900年美国第一代政治学家的座右铭。这句格言是由牛津大学教授爱德华·奥古斯都·弗里曼（Edward Augustus Freeman）创造的，并被铭刻在约翰斯·霍普金斯大学研讨室的墙上，美国和政治科学家的第一次大规模培训开始于此。美国政治学的创始教授包括约翰斯·霍普金斯大学的韦斯特尔·韦罗贝和赫伯特·巴克斯特·亚当斯、哥伦比亚大学的约翰·伯格斯和威廉·阿奇博尔德·邓宁（William Dunning）、普林斯顿大学的伍德罗·威尔逊和哈佛大学的阿尔伯特·布什内尔·哈特（Albert Bushnell Hart）。他们的研究生研讨会具有浓厚的历史色彩，这通常反映了他们在德国大学研讨会上的经历。然而，第二代政治学家以物理科学为榜样。
在美国进步时代（1890-1920年代），政治学不仅成为一门著名的大学专业，而且成为一门应用科学，作为一种将专业知识应用于治理问题的方式而受到欢迎。最著名的应用政治学家包括伍德罗·威尔逊 、查尔斯·A·比尔德和查尔斯·E·梅里亚姆。许多城市和联邦州成立了政治学研究局来应用最新成果。

### 1920年以后
美國政治學會成立于1903年，是最大的政治学家专业协会。

## 印度
（编辑中）

## 中国
（编辑中）

## 中东
（编辑中）